# Die Weiche steht auf Tod
Die Weiche steht auf Tod (Originaltitel: Disaster on the Coastliner) ist ein für das Fernsehen gedrehter US-amerikanischer Katastrophenfilm aus dem Jahre 1979.

## Handlung
Ein Luftfahrt-Streik an der Westküste der USA sorgt dafür, dass Reisende vermehrt auf andere Verkehrsmittel wie die Eisenbahn ausweichen. Dies nutzt ein Mann namens Victor Prescott für sich aus: als Techniker getarnt sabotiert er heimlich den Logistik- und Steuercomputer der (fiktiven) Bahngesellschaft „Trans Allied Railroad Company“ (TARC), überwältigt hiernach den Lokführer des Personenzuges „Northbound“ von Los Angeles nach San Francisco und übernimmt dessen Posten. Darüber hinaus verändert er das Lokführer-Kommunikationssystem derart, dass John Marsh, der Zugführer des entgegenkommenden Personenzuges „Southbound“, zu Prescott durchgestellt wird und somit glaubt, er würde mit der Zentrale sprechen. Auf diese Weise lenkt Prescott beide Züge auf eine eingleisige Strecke - und einen direkten Kollisionskurs.
In der TARC-Zentrale überwacht derweil der Secret Service - Agent Al Mitchell den reibungslosen Verlauf der Zugfahrt, da sich die Frau des US-Vizepräsidenten an Bord des „Southbound“ befindet. Als er und der verantwortliche TARC Chef-Logistiker Snyder dies bemerken und intervenieren wollen, stellen sie wenig später ihre Machtlosigkeit fest: Prescott manipuliert Marsh dahingehend, dass er glaubt, der „Southbound“ sei von Terroristen besetzt - weshalb Marsh anschließend alle internen wie externen Versuche, den Zug zu stoppen, ignoriert. Auf Snyders Nachfrage, was Prescott damit erreichen wolle, fordert dieser ein öffentlichkeitswirksames Statement von TARC.
In einer parallelen Nebenhandlung befindet sich der gesuchte Betrüger Stuart Peters auf der Flucht. Dabei gelangt er in den Bahnhof von L.A. und becirct die Alleinreisende Paula Harvey, welche kurz zuvor einen Streit mit ihrem sie betrügenden Lebensgefährten hatte. Gemeinsam mit Harvey gelangt Peters an Bord des „Northbound“ - und somit in die Gefahrenlage.
Nach Rücksprache mit TARC-Präsident Estes Hill kommen dann die wahren Hintergründe von Prescott Tat ans Licht: dieser heißt eigentlich Jim Waterman und verlor bei einem verheerenden Eisenbahnunfall Jahre zuvor Frau und Sohn. Er verklagte TARC, verlor aber den Prozess - vorrangig, weil (laut Watermans Ansicht) TARC den das damalige Unglück bearbeitenden Ermittler John Carlson bestach. Gegenüber Hill werden diese Vorwürfe bestätigt, weshalb dieser Carlson, der inzwischen eine hohe leitende Position bei TARC innehat, zu dem Schuldeingeständnis vor laufenden Kameras zwingt - was Carlson schließlich zähneknirschend tut.
Alle bisherigen Versuche die Züge zu stoppen oder den Zusammenstoß irgendwie abzuwenden scheitern, weshalb Snyder auf einen riskanten Plan kommt: am ungefähren Treffpunkt beider Züge will er innerhalb von 45 Minuten mithilfe von Bahnarbeitern und Schienen eine „Bypass“ - Weiche zu einem parallel verlaufenden Nebengleis errichten und den „Southbound“ umleiten.
Gleichzeitig versucht das Zugpersonal des „Northbound“, welchem sich Peters inzwischen angeschlossen hat, die Wagen von der Lokomotive abzukoppeln. Dies gelingt schließlich, allerdings bleibt Peters dabei ungewollt auf der Lok zurück. Gleichzeitig sorgen die abgerissenen Leitungen für einen Kurzschluss bei der Lok - just, in dem Moment, als Waterman Carlsons verlesenes Statement vernimmt. Die nun für Waterman ebenfalls führerlose Lokomotive rast daraufhin unkontrolliert weiter.
Peters klettert auf das Dach der Lok und holt Waterman zu sich herauf. Da eine Rettung per Hubschrauber mehrfach scheitert, springen beide in einen Fluss, als die Lok gerade eine Brücke überquert. Der „Southbound“ kann erfolgreich auf das Nebengleis dirigiert werden, während die führerlose „Northbound“ - Lok entgleist.

## Trivia
- Obwohl der Film an der Westküste spielt, fanden die Dreharbeiten an der Ostküste statt: im Bundesstaat Connecticut nahe der Ortschaften East Lyme und Groton.
- William Shatner führte den Stunt, bei welchem sein Charakter auf dem Dach einer fahrenden Diesellok steht, selbst aus. Einige Nahaufnahmen gestalteten sich zudem knifflig, da die eingesetzte Windmaschine Shatner mehrfach dessen Toupet vom Kopf blies.

## Kritik
- „Fürs Fernsehen entstandene, ziemlich glatte und grobe Zusammenballung menschlicher Schicksale in extremer Gefahrensituation nach herkömmlichen Katastrophenfilmmustern.“ (Filmdienst)
- „Kein D-Zug unter den Katastrophenfilmen […]Der Film bietet die hinlänglich bekannten Versatzstücke des Genres.“ (TV Spielfilm)

## Synchronisation
| Schauspieler    | ZDF-Fassung (1987)    | Pro7-Fassung (1990)  |
| --------------- | --------------------- | -------------------- |
| William Shatner | Gert Günther Hoffmann | Randolf Kronberg     |
| Lloyd Bridges   | Hartmut Reck          | Klaus Kindler        |
| Raymond Burr    | Herbert Weicker       | Günther Sauer        |
| Yvette Mimieux  | Gerlinde Locker       | Kornelia Boje        |
| Paul L. Smith   | Wolfgang Hess         | Fred Maire           |
| E. G. Marshall  | Klaus Guth            | Hartmut Reck         |
| Robert Fuller   | Kurt E. Ludwig        | Michael Schwarzmaier |
| Pat Hingle      | Harry Kalenberg       | Kurt E. Ludwig       |
| Lane Smith      | Norbert Gastell       | Dirk Galuba          |
| Arthur Malet    | Gernot Duda           | Leo Bardischewski    |
| Sandy McPeak    | Horst Sachtleben      | Michael Cramer       |
| Michael Pataki  | Horst Naumann         | Eberhard Mondry      |